# Parlons femmes
Pour plus de détails, voir Fiche technique et Distribution.
Parlons femmes (titre original : Se permettete parliamo di donne) est un film italien réalisé par Ettore Scola, sorti en 1964.

## Synopsis
Le film se compose de neuf sketchs qui traitent des difficultés des relations entre hommes et femmes. Vittorio Gassman y interprète le personnage central dans chacun.

## Fiche technique
- Titre : Parlons femmes
- Titre original : Se permettete parliamo di donne
- Réalisation : Ettore Scola
- Scénario : Ettore Scola et Ruggero Maccari
- Production : Mario Cecchi Gori
- Musique : Armando Trovajoli
- Photographie : Alessandro D'Eva
- Montage : Marcello Malvestito
- Décors : Arrigo Breschi
- Pays d'origine : Italie
- Format : Couleurs - 1,85:1 - Dolby Digital - 35 mm
- Genre : Comédie
- Durée : 110 minutes
- Date de sortie : 1964

## Distribution
- Vittorio Gassman (V.F : Michel Roux) : L'amant
- Sylva Koscina
- Antonella Lualdi : La fiancée
- Eleonora Rossi Drago
- Giovanna Ralli (V.F : Jacqueline Carrel) : La prostituée
- Jeanne Valérie : La femme du prisonnier
- Maria Fiore
- Edda Ferronao
- Rosanna Gherardi

## Clins d'œil et références
Lina Wertmüller réalise l'année suivante Cette fois-ci, parlons des hommes (Questa volta parliamo di uomini), qui se veut une réponse à Parlons femmes.